# Джен Ґантер
Дженніфер Ґантер - канадсько-американська гінеколог, оглядачка журналу Нью-Йорк таймс, що висвітлює жіноче здоров'я, авторка та спеціалістув у галузі медицини хронічного болю та вульвовагінальних розладів.

## Ранні роки та освіта
Джен Ґантер народилася у Вінніпеґу, Канада.
Позитивний досвід у лікарні, коли в 11 років з нею стався випадок на скейтборді, спонукав її ухвалити рішення про кар'єру в галузі охорони здоров'я: відмовившись від знеболення, вона спостерігала, як працівники лікарні виконували ангіограму на її розриві селезінки, коли їй пояснювали процедуру.
У 1984—1986 роках Ґантер навчалася в Університеті Вінніпеґа, після чого вступила на медичний факультет у 1986 році. У 1990 році Ґантер закінчила Медичний коледж Манітобського університету. У 1990 — 1995 роках вона закінчила курс акушерства і гінекології в Університеті Західного Онтаріо в Лондоні, Онтаріо. У 1995 році Джен Ґантер переїхала до США на стипендію з інфекційних захворювань та здоров'я жінок у Медичному центрі Університету Канзасу, де також зацікавилася проблемою лікування болю.

## Кар'єра

### Лікарка
У 1996—2001 роках Джен Ґантер працювала у Медичному центрі Університету Канзасу ще п'ять років після закінчення річної стипендії.
У 2001 році Джен Ґантер працювала викладачкою у лікарні Університету Колорадо в Денвері, штат Колорадо. У цей час, через важко перенесений викидень, вона вирішила змінити її робочий фокус зі сфери акушерства на гінекологію, зі спеціалізацією на вагінальних та вульвових захворюваннях.
Ґантер займалася медициною з 1996 р.. Вона працювала лікаркою у спеціальності акушерства і гінекології та лікаркою із знеболення. Її підхід базувався на доказовій медицині, інтегрованій із зосередженням на емпатії та досвіді пацієнтки, про що Ґантер сказала, що цим підходам вона навчилася в Університеті Західного Онтаріо, а також через співпрацю з Медичною школою університету Макмастера, яка виступає центром доказової медицини.
З 2006 року вона працює в медичній групі «Kaiser Permanente в Північній Каліфорнії. У Kaiser Ґантер керує жіночою клінікою у відділі хронічних тазових болів та вульвовагінальних розладів.

### Авторка
Близько 2004 року Джен Ґантер передчасно народила одну дитину з трійні: одна дитина народилася лише у 22 тижні і не вижила, а дві інші — у 26 тижнів. Відсутність загальнодоступної, медично обґрунтованої інформації про особливі потреби недоношених дітей спонукала її написати книгу під назвою «The Preemie Primer: A Complete Guide for Parents of Premature Babies — from Birth through the Toddler Years and Beyond».
Починаючи з 2011 року Ґантер дописувала у блозі, який набрав 15 мільйонів переглядів і викликав дискусії в центральних ЗМІ. Ґантер критикувала сумнівні заяви про стан здоров'я, які висловлювали знаменитості, та необережний спосіб повідомлень ЗМІ про такі питання, як репродуктивне здоров'я та вакцинація. Вона виступає за більш відповідальне висвітлення медичних питань у галузі охорони здоров'я, закликає менше довіряти порадам щодо здоров'я від знаменитостей, і заохочує, щоб лікарі краще спілкувалися зі своїми пацієнтами.
У червні 2019 року газета The Lancet опублікувала статтю Джен Ґантер із закликом "покращити медичний Інтернет", залучивши більше медичних експертів до поширення адекватної медичної інформації серед громадськості. "Для мене просто неприйнятно, що якісні дослідження, які можуть врятувати життя та зменшити страждання, можуть бути скасовані теоретиком медичної змови або знаменитістю, яка хоче продати добавки".
Джен Ґантер пише дві регулярні рубрики про здоров'я жінок у "The New York Times": щомісячну рубрику "Цикл" та щотижневу рубрику "Ви питаєте".
Ґантер відома під прізвиськом "Постійний гінеколог Твіттера" і використовує Twitter для обміну інформацією про подолання болю та розвінчування міфів про здоров'я жінок. Станом на 2019 рік її обліковий запис у Twitter має понад 200 000 підписниць та підписників.
Її книга "Маніфест менопаузи" дебютувала під номером 4 у списку бестселерів Нью-Йорк таймс "Поради, інструкції та різне" 6 червня 2021 року.
Джен Ґантер численно виступала перед публікою щодо актуальних питань жіночого здоров'я.

### «Біблія вагіни»
У 2019 році була опублікована друга книга Джен Ґантер «Біблія вагіни». Книга представляє медичну інформацію про жіночу репродуктивну анатомію та виправляє поширені міфи. Написання книги є реакцією на велику кількість небезпечної неправдивої інформації в Інтернеті про жіноче здоров'я. Книга включає розділ, присвячений транс-чоловікам та жінкам. За версією Ради з питань роздрібної торгівлі Канади, видання зайняло перше місце у списку канадських бестселерів наукової літератури 2019 року.
Під час рекламування книги виникла суперечка, коли рекламу видавця у Twitter заблокували через використання невідповідної мови (імовірно, слова «вагіна»). Показ оголошень був дозволений лише після того, коли в інтернеті розгорілась велика дискусія з цього приводу. В огляді 2019 року лікарка Гаррієт Голл заявила, що "докторка Джен Ґантер зробила жінкам з усіх усюд чудовий подарунок, написавши цю книгу." Голл називає Ґантер людиною, яка є ідеальною авторкою для такого твору, у якому вона зібрала досвід усіх роки своєї медичної та гінекологічної практики, а також хвалить її як "обдаровану комунікаторку". Голл називає Біблію вагіни «інструкцією для власниць вагіни... Я б радила кожній дівчині та жінці, де б вони не були, мати примірник цієї книги».
В Україні книга Джен Ґантер у перекладі Ангеліни Колодніцької вийшла у 2020 році.

## Особисте життя
Ґантер була одружена двічі. Вона розлучилася з другим чоловіком. Ґантер та її сини-близнюки живуть у Північній Каліфорнії з 2005 р. Третій син, який би був третім з трійні, помер за кілька хвилин після народження на 22 тижні вагітності.
Джен Ґантер розповіла про свою боротьбу з розладом переїдання протягом усього життя і сказала, що подумувала написати книгу про схуднення.

## Вибрані твори та публікації

### Книги
- Gunter, M.D., Jennifer (2010). The Preemie Primer: A Complete Guide for Parents of Premature Babies—from Birth through the Toddler Years and Beyond. Cambridge, MA: Da Capo Press. ISBN 9780738214146. OCLC 688506407.
- Gunter, Dr. Jen (2019). The Vagina Bible: The Vulva and the Vagina—Separating the Myth from the Medicine. Toronto: Random House Canada. ISBN 9780735277373. OCLC 1109801780.
- Gunter, Dr. Jen (2021). The Menopause Manifesto : Own Your Health with Facts and Feminism. New York, NY: Citadel Press/Kensington Publishing Corp. ISBN 9780806540665. OCLC 1249024122.

### Вибрані статті
- Gunter, Jennifer (14 грудня 2010). We're getting maternity care all wrong. USA Today. Архів оригіналу за 9 листопада 2020. Процитовано 22 червня 2021.
- Gunter, Dr Jen (12 вересня 2016). Yes, Hillary almost fainted: I'm a doctor and it's really OK. TheHill (англ.). Архів оригіналу за 24 червня 2021. Процитовано 22 червня 2021.
- Gunter, M.D, Jen (13 жовтня 2016). I'm An Ob/Gyn And A Trump Presidency Scares Me—Here's Why. SELF (англ.). Архів оригіналу за 27 травня 2021. Процитовано 22 червня 2021.
- Gunter, Dr Jen (16 жовтня 2017). Trump Health Officials Just Quietly Defined Life As 'Beginning at Conception'. The Cut (амер.). Архів оригіналу за 27 травня 2021. Процитовано 22 червня 2021.
- Gunter, Jen (16 листопада 2017). My Vagina Is Terrific. Your Opinion About It Is Not. The New York Times. Архів оригіналу за 20 листопада 2017. Процитовано 22 червня 2021.
- Gunter, Jen (21 грудня 2018). Your Vagina Is Terrific (and Everyone Else's Opinions Still Are Not). The New York Times. Архів оригіналу за 27 травня 2021. Процитовано 22 червня 2021.
- Gunter, Jen (26 лютого 2019). Opinion: I Didn't Kill My Baby. The New York Times. Архів оригіналу за 27 травня 2021. Процитовано 22 червня 2021.
- Gunter, Jen (20 травня 2019). Opinion: Medical School Doesn't Teach the 'Woman's Life Is in Danger' Curriculum. The New York Times. Архів оригіналу за 16 липня 2021. Процитовано 22 червня 2021.
- Gunter, Jen (23 травня 2019). How to Care for Your Hair ... Down There. The New York Times. Архів оригіналу за 27 травня 2021. Процитовано 22 червня 2021.
- Gunter, Jen (8 серпня 2019). Stopping the Anxiety of HPV. The New York Times. Архів оригіналу за 27 травня 2021. Процитовано 22 червня 2021.
- Gunter, Jen (19 вересня 2019). Treating the Incredible Shrinking Vagina. The New York Times. Архів оригіналу за 27 травня 2021. Процитовано 22 червня 2021.
- Gunter, Jen (4 жовтня 2019). PCOS Is More Than a Fertility Issue. The New York Times. Архів оригіналу за 27 травня 2021. Процитовано 22 червня 2021.

### Вибрані журнальні публікації
- Gunter, MD, Jennifer; Clark, MS, Margaret; Weigel, MD, John (April 2000). Gynecology: Is there an association between vulvodynia and interstitial cystitis?. Obstetrics & Gynecology. The American College of Obstetricians and Gynecologists. 95 (4, S1): S4. doi:10.1016/S0029-7844(00)00577-9. ISSN 0029-7844. OCLC 4924930131.
- Gunter, MD, Jennifer; Smith-King, MD, Maureen; Collins (BGS), Julie; Tawfik, MD, Ossama (July–August 1998). Vulvodynia: in situ hybridization analysis for human papillomavirus. Primary Care Update for OB/GYNS. Elsevier Science Inc. 5 (4): 152. doi:10.1016/S1068-607X(98)00037-7. PMID 10838282.
- Gunter, Jennifer (September 2003). Chronic Pelvic Pain: An Integrated Approach to Diagnosis and Treatment. Obstetrical & Gynecological Survey. 58 (9): 615—623. doi:10.1097/01.OGX.0000083225.90017.01. ISSN 0029-7828. OCLC 4654452193. PMID 12972837.
- Gunter, Jennifer (September 2003). Genital and perianal warts: new treatment opportunities for human papillomavirus infection. American Journal of Obstetrics and Gynecology. 189 (3): S3—S11. doi:10.1067/S0002-9378(03)00789-0. ISSN 0002-9378. OCLC 4651422716. PMID 14532897.
- Gunter, MD, Jennifer (September 2007). Intimate Partner Violence. Obstetrics and Gynecology Clinics of North America. Elsevier. 34 (3): 367—388. doi:10.1016/j.ogc.2007.06.010. ISSN 0889-8545. OCLC 4933240337. PMID 17921005.
- Gunter, Jennifer (December 2007). Vulvodynia: New Thoughts on a Devastating Condition. Obstetrical & Gynecological Survey. 62 (12): 812—819. doi:10.1097/01.ogx.0000290350.14036.d6. ISSN 0029-7828. OCLC 4654485023. PMID 18005458.
- Gunter, Jennifer (August 2008). Ten Suggestions for Discharge Medications: Make Going Home Safer and Easier. Exceptional Parent. EP Global Communications Inc. 38 (8): 22. ISSN 0046-9157. OCLC 424703629.
- Gunter, Jen (21 березня 2011). Chapter 1: Neurobiology of Chronic Pelvic Pain. У Vercellini, Paolo (ред.). Chronic Pelvic Pain. Oxford, UK: Blackwell Publishing Ltd. с. 1–6. doi:10.1002/9781444391855.ch1. ISBN 9781444330663. OCLC 5151389380.
- Gunter, Jennifer; Parcak, Sarah (25 жовтня 2018). Vaginal Jade Eggs: Ancient Chinese Practice or Modern Marketing Myth?. Female Pelvic Medicine & Reconstructive Surgery. 25 (1): 1—2. doi:10.1097/SPV.0000000000000643. PMID 30365448.
- Gunter, Jen (June 2019). Medical misinformation and the internet: a call to arms. The Lancet. 393 (10188): 2294—2295. doi:10.1016/S0140-6736(19)31206-1. ISSN 0140-6736. OCLC 8164688620. PMID 31180024.

## Зовнішні посилання
- Офіційний сайт
- Доктор Джен Ґантер - Блог [Архівовано 27 травня 2021 у Wayback Machine.]
- Джен Ґантер у соцмережі «Твіттер»
- Щомісячна рубрика "Цикл [Архівовано 27 травня 2021 у Wayback Machine.] у Нью-Йорк таймс
- Тіло з доктором Джен Ґантер [Архівовано 27 травня 2021 у Wayback Machine.] Подкаст